# Мауро Тассотті
Мауро Тассотті (італ. Mauro Tassotti, * 19 січня 1960, Рим) — колишній італійський футболіст, багаторічний захисник «Мілана». Після завершення ігрової кар'єри — футбольний тренер у цьому клубі. Нині — помічник головного тренера «Дженоа» Андрія Шевченка.
Як гравець насамперед відомий виступами за клуб «Мілан», а також національну збірну Італії. П'ятиразовий чемпіон Італії. Чотириразовий володар Суперкубка Італії з футболу. Триразовий переможець Кубка чемпіонів/Ліги чемпіонів УЄФА. Триразовий володар Суперкубка УЄФА. Дворазовий володар Міжконтинентального кубка.

## Клубна кар'єра
Народившись у Римі, Тассотті відіграв свій перший професійний сезон у місцевому клубі "Лаціо" у 1978-79 рр., Де незабаром став першим членом команди наступного сезону, дебютувавши в Серії А 5 листопада 1978 р. За два сезони в «Лаціо» він провів 41 матч у Серії А та 47 у всіх змаганнях.
1980 року перейшов до клубу «Мілан», за який відіграв 17 сезонів. Більшість часу, проведеного у складі «Мілана», був основним гравцем захисту команди. За цей час п'ять разів виборював титул чемпіона Італії, ставав володарем Суперкубка Італії з футболу (чотири рази), переможцем Кубка чемпіонів/Ліги чемпіонів УЄФА (тричі), володарем Суперкубка УЄФА (тричі), володарем Міжконтинентального кубка (двічі). Завершив професійну кар'єру футболіста виступами за команду «Мілан» у 1997 році.

### 1983–1984 рр.
Після вилету Лаціо та Мілана в Серію B через їхню участь у скандалі з домовленостями про матчі 1980 року, міланський загін запросив його і перевів у бік, ставши членом першої команди поряд з капітаном та захисником Франко Барезі, Філіппо Галлі, у темний період футбольної історії Мілану, під керівництвом Нілса Лідхольма. Він дебютував у Мілані 24 серпня 1980 року в Серії В в домашній перемозі над Катанією 1: 0 .
Того сезону "Мілан" виграв титул Серії В, щоб повернутися до Серії А, а Тассотті став одним із найкращих виконавців клубу .
Незважаючи на виграш Кубка в наступному сезоні, "Мілан" не зміг залишитися в Серії А, фінішувавши третім останнім, і знову потрапив до Серії Б.

### 1984–1985 рр.
Хоча це був досить похмурий період в історії клубу, оскільки їм не вдалося домінувати в лізі або взяти трофей, команда дійсно дійшла до фіналу Coppa Italia протягом сезону 1984–85, і мала можливість регулярно претендувати на європейські змагання.
Тассотті став центральною фігурою в команді Мілана кінця 1980-х - початку 1990-х років під керівництвом Арріго Саккі, а згодом і Фабіо Капелло, зазвичай під номером 2. Тассотті був ключовим компонентом сильної оборони поряд з Паоло Мальдіні, Франко Барезі та Алессандро Костакуртою, граючи переважно як правий захисник, а іноді і як центральний захисник, перед воротарями Джованні Галлі, а згодом і Себастьяно Россі.

### 1994-1997 рр.
Під керівництвом Капелло Тассотті виграв Лігу чемпіонів у 1994 році в якості капітана, через відсутність Франко Барезі , а також вийшов у фінал у 1993 і 1995 роках. Він також виграв три поспіль титули Серії А з клубом у сезонах 1991–92, 1992–93 та 1993–94, додавши ще один у сезоні 1995–96, на додаток до Суперкубка УЄФА 1994 та трьох поспіль титулів Суперкопа Італії між 1992 і 1994 рр.
У сезоні 1991–92 років Мілан виграв титул без поразки, забивши рекордні 74 голи, і залишився непереможеним протягом рекордних 58 матчів у Серії А. У 1993–94 роках Тассотті ще раз допоміг Мілану закінчити лігу, пропустивши лише 15 голів. В останні кілька сезонів у Мілані під керівництвом Капелло його почали використовувати рідше, через його похилий вік та появу на його посаді Крістіана Пануччі. Разом зі своїм товаришем по команді Барезі Тассотті вийшов із клубу на завершення сезону 1996–97. Загалом він зіграв із "Міланом" 429 виступів у Серії.

## Міжнародна кар'єра
Раніше Тассотті грав за Італію і представляв країну на літніх Олімпійських іграх 1988 року, поряд з Паоло Мальдіні, де Італія дійшла до півфіналу, фінішувавши на четвертому місці .
Після участі в кваліфікаційних матчах Чемпіонату світу з футболу 1994 року та в міжнародних товариських матчах під керівництвом Саккі, Тассотті зіграв у 1994 році у Сполучених Штатах, де Італія вийшла у фінал, програвши Бразилії за пенальті.
На груповому етапі Тассотті програв Ірландії з рахунком 1: 0, а його наступним виступом став матч чвертьфіналу проти Іспанії. Однак у матчі чвертьфіналу Тассотті в другому таймі ліквідував іспанського півзахисника Луїса Енріке, розбивши іспанцю ніс. Цей жест не був помічений арбітром. Італія виграла матч 2–1. Ознайомившись з грою, чиновники ФІФА заборонили Тассотті грати на вісім матчів - найдовша заборона в історії чемпіонату світу до заборони Луїса Суареса в 2014 році. Тассотті ніколи більше не грав на міжнародній арені . Пізніше Тассотті заявив, що миттєво і глибоко пошкодував про свої дії, назвавши їх "дурними", хоча він також заявив, що цей жест не був заздалегідь продуманим, а суто інстинктивним, оскільки Луїс Енріке стягував сорочку. Згодом він особисто вибачився перед Луїсом Енріке. Загалом Тассотті провів 7 матчів за Італію в період з 1992 по 1994 рік.

## Кар'єра тренера

### «Мілан»
Тассотті розпочав тренерську кар'єру відразу ж по завершенні кар'єри гравця. У 1997 році зайняв тренерську посаду в молодіжній команді «Мілана», вигравши «Торнео ді Віареджо» з командою «Мілан Примавера» в 1999 і 2001 роках. У 2001 році, після звільнення тренера Альберто Дзаккероні, він працював тимчасо тренером головної команди та тренував «Мілан» до кінця сезону 2000—2001 Серії А разом із Чезаре Мальдіні, допомагаючи клубу претендувати на Кубок УЄФА, до того, як його в кінці сезону замінить Фатіх Терім.
У сезоні 2001—2002 років Тассотті приєднався до тренерського штабу «Мілана» під керівництвом колишнього товариша по команді Карло Анчелотті як помічник тренера і залишив свою посаду після відходу останнього.
З 2001 року до 2015 року працював помічником головного тренера основної команди «Мілана». У січні 2014 року він тимчасово виконував обов'язки тренера в одному матчі — домашній перемозі на Кубок Італії після звільнення Массіміліано Аллегрі і до призначення Кларенса Зеедорфа. У липні 2015 року він почав працювати скаутом талантів у «Мілані».

### Збірна України
Тассотті розірвав контракт з «Міланом» 12 липня 2016 року, завершивши свою 36-річну кар'єру в клубі. Його контракт мав закінчитися в червні 2017 року. Пізніше повідомлялося, що Тассотті зайняв посаду помічника тренера в національній збірній України разом з тренером «Міланської молодіжної системи» Андреа Мальдерою під керівництвом колишнього помічника тренера збірної Андрія Шевченка, який раніше також виступав за «Мілан» як нападник і якого призначили новим головним тренером команди.
Із 2016 року до кінця липня 2021 року входив до тренерського штабу збірної України як один з ассистентів головного тренера Андрія Шевченка.

## Статистика виступів

### Статистика клубних виступів
| Сезон             | Команда           | Чемпіонат         | Чемпіонат | Чемпіонат | Кубок Італії | Кубок Італії | Кубок Італії | Єврокубки | Єврокубки | Єврокубки | Інші змагання | Інші змагання | Інші змагання | Усього | Усього |
| Сезон             | Команда           | Ліга              | Ігор      | Голів     | Ліга         | Ігор         | Голів        | Ліга      | Ігор      | Голів     | Ліга          | Ігор          | Голів         | Ігор   | Голів  |
| ----------------- | ----------------- | ----------------- | --------- | --------- | ------------ | ------------ | ------------ | --------- | --------- | --------- | ------------- | ------------- | ------------- | ------ | ------ |
| 1978–79           | «Лаціо»           | A                 | 14        | 0         | КІ           | 1            | 0            | -         | -         | -         | -             | -             | -             | 15     | 0      |
| 1979–80           | «Лаціо»           | A                 | 27        | 0         | КІ           | 5            | 0            | -         | -         | -         | -             | -             | -             | 32     | 0      |
| Усього за «Лаціо» | Усього за «Лаціо» | Усього за «Лаціо» | 41        | 0         |              | 6            | 0            |           | -         | -         |               | -             | -             | 47     | 0      |
| 1980–81           | «Мілан»           | B                 | 33        | 0         | КІ           | 3            | 0            | -         | -         | -         | -             | -             | -             | 36     | 0      |
| 1981–82           | «Мілан»           | A                 | 24        | 0         | КІ           | 4            | 0            | КМ        | 5         | 0         | -             | -             | -             | 33     | 0      |
| 1982–83           | «Мілан»           | B                 | 32        | 0         | КІ           | 9            | 1            | -         | -         | -         | -             | -             | -             | 41     | 1      |
| 1983–84           | «Мілан»           | A                 | 30        | 1         | КІ           | 7            | 0            | -         | -         | -         | -             | -             | -             | 37     | 1      |
| 1984–85           | «Мілан»           | A                 | 24        | 1         | КІ           | 10           | 0            | -         | -         | -         | -             | -             | -             | 34     | 1      |
| 1985–86           | «Мілан»           | A                 | 28        | 0         | КІ           | 6            | 0            | КУЄФА     | 6         | 0         | ЛТ            | 2             | 0             | 42     | 0      |
| 1986–87           | «Мілан»           | A                 | 24+1      | 1+0       | КІ           | 4            | 0            | -         | -         | -         | -             | -             | -             | 29     | 1      |
| 1987–88           | «Мілан»           | A                 | 28        | 0         | КІ           | 7            | 0            | КУЄФА     | 4         | 0         | -             | -             | -             | 39     | 0      |
| 1988–89           | «Мілан»           | A                 | 30        | 2         | КІ           | 3            | 0            | КЧ        | 9         | 0         | СІ            | 1             | 0             | 43     | 2      |
| 1989–90           | «Мілан»           | A                 | 29        | 3         | КІ           | 2            | 0            | КЧ        | 7         | 0         | СУ+МКК        | 2+1           | 0             | 41     | 3      |
| 1990–91           | «Мілан»           | A                 | 28        | 0         | КІ           | 2            | 0            | КЧ        | 4         | 0         | СУ+МКК        | 2+1           | 0             | 37     | 0      |
| 1991–92           | «Мілан»           | A                 | 33        | 0         | КІ           | 5            | 0            | -         | -         | -         | -             | -             | -             | 38     | 0      |
| 1992–93           | «Мілан»           | A                 | 27        | 0         | КІ           | 5            | 0            | ЛЧ        | 9         | 1         | СІ            | 1             | 0             | 42     | 1      |
| 1993–94           | «Мілан»           | A                 | 21        | 0         | КІ           | 1            | 0            | ЛЧ        | 9         | 0         | СІ+СУ+МКК     | 1+1+1         | 0             | 34     | 0      |
| 1994–95           | «Мілан»           | A                 | 12        | 0         | КІ           | 4            | 0            | ЛЧ        | 5         | 0         | СІ+СУ+МКК     | 1+2+1         | 0             | 25     | 0      |
| 1995–96           | «Мілан»           | A                 | 15        | 0         | КІ           | 2            | 0            | КУЄФА     | 3         | 0         | -             | -             | -             | 20     | 0      |
| 1996–97           | «Мілан»           | A                 | 10        | 0         | КІ           | 1            | 0            | ЛЧ        | 1         | 0         | СІ            | 0             | 0             | 12     | 0      |
| Усього за «Мілан» | Усього за «Мілан» | Усього за «Мілан» | 428+1     | 8+0       |              | 75           | 1            |           | 62        | 1         |               | 17            | 0             | 583    | 10     |
| Усього за кар'єру | Усього за кар'єру | Усього за кар'єру | 469+1     | 8+0       |              | 81           | 1            |           | 62        | 1         |               | 17            | 0             | 630    | 10     |

| Дата       | Місто      | Господарі  | Результат | Гості      | Турнір                | Голи | Примітки |
| ---------- | ---------- | ---------- | --------- | ---------- | --------------------- | ---- | -------- |
| 14/10/1992 | Кальярі    | Італія     | 2 – 2     | Швейцарія  | Відбір до ЧС 1994     | -    |          |
| 24/02/1993 | Порту      | Португалія | 1 – 3     | Італія     | Відбір до ЧС 1994     | -    |          |
| 27/05/1994 | Парма      | Італія     | 2 – 0     | Фінляндія  | товариський матч      | -    | 46'      |
| 03/06/1994 | Рим        | Італія     | 1 – 0     | Швейцарія  | товариський матч      | -    | 45'      |
| 11/06/1994 | Нью-Гейвен | Італія     | 1 – 0     | Коста-Рика | товариський матч      | -    |          |
| 18/06/1994 | Нью-Йорк   | Італія     | 0 – 1     | Ірландія   | ЧС 1994 - 1-й етап    | -    |          |
| 09/07/1994 | Бостон     | Італія     | 2 – 1     | Іспанія    | ЧС 1994 - чвертьфінал | -    |          |
| Усього     |            | Матчів     | 7         |            | Голів                 | 0    |          |

## Титули і досягнення
- Чемпіон Італії (5):

«Мілан»: 1987–88, 1991–92, 1992–93, 1993–94, 1995–96
- Володар Суперкубка Італії з футболу (4):

«Мілан»: 1988, 1992, 1993, 1994
- Переможець Кубка чемпіонів/Ліги чемпіонів УЄФА (3):

«Мілан»: 1988–89, 1989–90, 1993–94
- Володар Суперкубка УЄФА (3):

«Мілан»: 1989, 1990, 1994
- Володар Міжконтинентального кубка (2):

«Мілан»: 1989, 1990
- Віце-чемпіон світу: 1994